# Les Amis de l'Europe
 (décembre 2022).
Les Amis de l'Europe (en anglais Friends of Europe, FoE) est un think tank à but non lucratif basé à Bruxelles, dont l'objectif est d'encourager les réflexions sur l'avenir de l'Union européenne.

## Histoire
L'organisation, créée en 1999, n'est pas liée à un parti politique ou à un pays et est indépendante des institutions européennes. Son but est d'encourager les discussions et les réflexions sur les problèmes auxquels font face l'Europe et ses citoyens.

## Thèmes
Les activités de l'organisation se concentrent principalement sur 6 thèmes: 
- La compétitivité de l'Europe
- L'avenir de l'Europe
- Les relations internationales
- L'Europe verte
- L'aide au développement international
- L'Europe sociale

## Conseil d'administration
Le conseil d'administration des Amis de l'Europe est composé de 50 membres ayant, ou ayant eu, des responsabilités dans les affaires européennes. Son président est Etienne Davignon, homme politique, homme d'affaires, et ancien vice-président de la commission européenne. Il s'agit de:
- Pat Cox, président du Mouvement européen international et ancien président du Parlement européen
- Jean-Luc Dehaene, ancien Premier ministre belge et vice-président de la Convention sur l'avenir de l'Europe
- Mario Monti, premier ministre italien
- Pascal Lamy, directeur général de l'Organisation mondiale du commerce (OMC) et ancien commissaire européen pour le commerce
- Élisabeth Guigou, ancienne ministre française des affaires européennes
- Michel Barnier, commissaire européen au Marché intérieur et aux Services et ancien ministre français de l'agriculture et des affaires étrangères.
- Carl Bildt, ministre suédois des affaires étrangères, ancien premier ministre.
- Anna Diamantopoulou, ministre grec de l'éducation et des affaires religieuses
- Guy Verhofstadt, ancien Premier ministre de Belgique

## Budget
En 2010, le budget de l'association s’élevait à 2 174 023€. 

## Financement
En 2021, les revenus de financement des Amis de l'Europe s'élevaient à 4 751 818€. Cet argent a été versé sous forme de frais de participation ("adhésions"), de subventions institutionnelles et gouvernementales, de contributions aux coûts des événements, de rapports ou d'autres projets.
La répartition par source de financement est la suivante:
- Institutions européennes et internationales : 2 050 894€ (43%)
- Missions diplomatiques, autorités nationales, régionales et locales: 1 399 249€ (29%)
- Secteur des entreprises (sociétés et associations professionnelles): 779 102€ (16%)
- Secteur privé non corporatif (fondations et ONG): 170 758€ (5 %)
- Frais de participation ("Adhésion"): 351 815€ (7%)